# ヤン・ボードゥアン・ド・クルトネ
ヤン・イグナツィ・ネェチスワフ・ボードゥアン・ド・クルトネ（ポーランド語: Jan Ignacy Niecisław Baudouin de Courtenay、ロシア語: Ива́н Алекса́ндрович Бодуэ́н де Куртенэ́ 、1845年3月13日 - 1929年11月3日）は、ロシアあるいはポーランドの言語学者。帝政ロシアで活躍した言語学者。ロシア・構造主義言語学の創始者と呼ばれるべき人物。

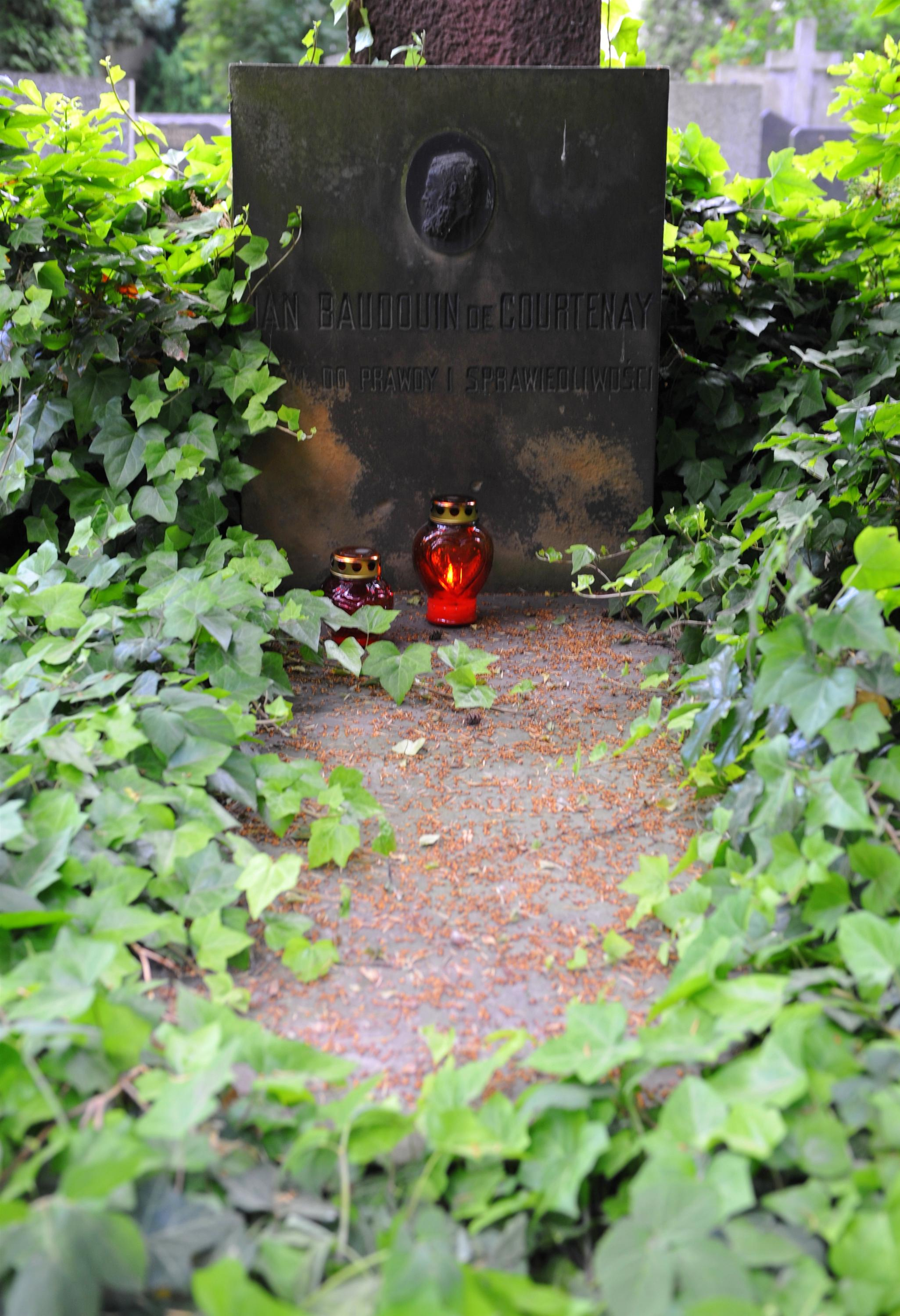
クルトネの墓

## 経歴
1845年、ポーランド立憲王国（現在のポーランド・マゾフシェ県）ラジミン生まれ。フランス系ポーランド人で、十字軍で活躍したクルトネ家の子孫。民族的にはポーランド人であるが、ほとんどの学問活動が当時のロシア帝国領内（カザン、のちにペテルブルク）で行われたこと、ロシア語で書かれた論文が非常に多いことなどでロシアの言語学者としても数えられる。
ワルシャワ学校でサンスクリット、リトアニア語、スラブ語を学び、1866年に修士課程を卒業。1867〜1868年を国外、1868〜1870年をサンクトペテルブルクとモスクワで過ごす。1870年にライプツィヒ大学から博士号を取得。同年11月にはサンクトペテルブルク大学で修士号を取得。その後はI. I. スレズネフスキー(イズマイル・スレズネフスキー)の下で研究活動を行い、主に比較言語学の研究を進める。1875年5月にサンクトペテルブルク大学で博士号を取得。
卒業後は1875年10月よりカザン大学で教鞭をとる。

## 評価
ソシュールと並ぶ構造主義の先駆者で、カザン大学時代（1875〜83年）に、言葉の記号性、音素と形態素の概念、共時態と通時態など構造主義の基礎概念に達していたという。ソシュールは、少なからずクルトネの影響を受けていたといわれている（両者は1881年に最初に出会っている）。しかし、カザンというロシアの辺境で活躍していたことなどから、ソシュールのように広く知られることはなかった。クルトネが創始した学派（カザン学派、ペテルブルク学派）からは、ポリワーノフ、シチェルバ、ヴィノグラードフなど多くの優秀な学者が輩出している。また、対立関係にあったフォルトゥナートフが率いていたモスクワ学派にも影響を与えた（トゥルベツコイなど）。

## 言語学における貢献
構造主義の基礎概念（言葉の記号性、形態素、および音素の概念、通時態と共時態の明確な区別、ラングとパロールの区別など）、言語変化における経済性、音声学と音韻論の区別など。

### 構造主義的立場
クルトネは、1870年に「言語学と言語に関する一般的な覚え書」(Некоторые общие замечания о языковедении и языке) で、初期的であるが、すでに構造主義的な立場による著作を著している（ちなみに、ソシュールの一般言語学講義は1916年）。この時代はまさに青年文法学派の時代である。たとえばソシュールは1876年から1878年の間、青年文法学派の中心であったライプツィヒに留学している。

### 音素の定義
クルトネは初めて言語学に音素という概念を導入した人物で、のちのプラハ、レニングラード、モスクワの諸学派の音韻論研究者に強く影響を与えている。ただし、3つの学派によって音素の定義は少しずつ異なる。クルトネ本人は、音素を心理的にこれ以上分けられない音の単位とした。つまり、人間が頭の中で認識できる音の最小単位と位置づけた。

### 形態素の定義
クルトネは初めて言語学に形態素という概念を導入した。クルトネによれば、形態素は心理的に（人間の認識として）これ以上分けられない意味を持った最小の単位とされる。さらに、形態素を働きにより二つに分けた。いわゆる、語には欠かせない要素で比較的具体的な意味を持つ部分の語根とその語根に関係や別の品詞への転換など様々な付随的な意味を付け加える接辞の区別を行った。クルトネによって基礎がしかれた形態素論は、その後言語によって詳細は異なるもののロシア語だけではなく多くの言語に応用された。ただし、接辞を語尾と派生接辞にわけて、語形成と語変化を明確に区別したのはフォルトゥナートフである。

### 共時態と通時態の問題
共時態と通時態の明確な区別はソシュールによって初めて行われたとされているが、この明確な区別はすでにロシアの二人の大言語学者によってそれぞれ行われていた。クルトネ以外のもう一人はロシアの「青年文法学派」（比較言語学者）として名をはせたモスクワ学派の祖・フォルトゥナートフである。クルトネとフォルトゥナートフは、時間を停止たものと仮定してその時点での言葉の有り様を問題とする言語の分析方法、つまりソシュールの共時態を、статический（静的）、もしくは описательный（記述的） と命名し、ある言語現象を時間とともにどのような変遷をたどってきたのか歴史上の事実を追求する方法、つまり通時態のことを динамический（動的）、もしくは исторический（歴史的）と命名していた。

### ラングとパロールの問題
クルトネは個々人の頭の中に存在する言語と、社会上存在する抽象化された言語を明確に分け、前者はソシュールのパロールに後者はラングに相当する。そして、社会的抽象言語（ラング）はパロール（個人的言語）の集まりの中に偶然にして生み出されたものとして位置づけている。

### 音声学と音韻論の区別
クルトネは音声学 (фонетика) と音韻論 (фонология) という用語は用いなかったが、その明確な区別を初めて行ったとされる。言語の音には二つの側面があることに言及し、それぞれを扱う分野に名づけをしている。一つ目の分野は、антропофоника（人間音声学）とクルトネは命名し、どのように人間が言語音を発声するか、つまり我々の言うところの音声学に相当する。二つ目は、психофонетика （心理音声学）と名づけられ、ただの物理的な音の連続を人間がどのように頭の中で（心理的に）言語音として理解しているのか、つまり音韻論に相当する。

### 言語変化における経済性理論について
クルトネは言語変化には5つの方向性があると主張した。その内容は、1. 無意識的な習慣、2. 言葉をより使用の楽な体系にしたいという気持ち、3. 忘れること、4. 同一の形式を用いる場合でそれを区別したいという無意識的な欲求の反映、5. 一般化。